# 야마모토 마사키
야마모토 마사키(일본어: 山本 真希, 1987년 8월 24일 ~ )는 일본의 전 축구 선수이다.

## 구단 경력
그는 2005년부터 2020년까지 J리그의 시미즈 에스펄스, 콘사돌레 삿포로, 가와사키 프론탈레, 제프 유나이티드 지바, 마쓰모토 야마가 FC에서 활동하였다.